# Голубече
Голубе́че (укр. Голубече) — село B Украине, находится в Крыжопольском районе Винницкой области.
Код КОАТУУ — 0521980801. Население по переписи 2001 года составляет 1434 человека. Почтовый индекс — 24606. Телефонный код — 4340.
Занимает площадь 2,765 км².

## Религия
В селе действует Свято-Николаевский храм Крыжопольского благочиния Могилёв-Подольской епархии Украинской православной церкви.

## Адрес местного совета
24606, Винницкая область, Крыжопольский р-н, с. Голубече, ул. Т.Марцин, 10, тел. 2-94-42; 2-94-31

## Известные жители и уроженцы
- Мотель, Ефросиния Денисовна (1912—1994) — Герой Социалистического Труда.
- Мудрик, Сергей Никитович (1918—2003) — Герой Социалистического Труда.